# NGC 2807
NGC 2807 في الفهرس العام الجديد، هي مجرة، تقع في كوكبة السرطان. اكتشفت في 17 فبراير 1863 بواسطة هاينريش لويس دريست.

## روابط خارجية
- NGC 2807 على موقع ويكي سكاي: DSS2, SDSS, GALEX, IRAS, Hydrogen α, X-Ray, Astrophoto, Sky Map, Articles and images